# 엄마의 무릎학교
《엄마의 무릎학교》는 대한민국의 KBS 2TV에서 제작했던 기존의 5-7세 유아 위주의 프로그램에서 한 발 더 나아가 12~45개월의 영, 유아를 대상으로 하는 국내 최초! 영, 유아 프로그램이다.

## 기획의도
‘엄마의 무릎학교’는 기존의 5-7세 유아 위주의 프로그램에서 한 발 더 나아가 12~45개월의 영.유아를 대상으로 하는 국내 최초! 영, 유아 프로그램이다. 이 세상에서 가장 아름다운 배움터는 바로 엄마! ‘엄마의 무릎이야말로 가장 좋은 학교다’라는 점을 착안, 아기와 엄마가 함께 보고, 함께 배우는 최초의 쌍방향 육아 프로그램이다. 놀면서 배우는 아기들의 신나는 세상... ‘엄마의 무릎학교’에서 시작된다!

## 방송 시간
| 방송 채널 | 방송 기간                         | 방송 시간                             | 방송 분량 |
| --------- | --------------------------------- | ------------------------------------- | --------- |
| KBS 2TV   | 2007년 4월 30일 ~ 2007년 11월 2일 | 매주 월요일 ~ 금요일 오후 4:00 ~ 4:40 | 40분      |
| KBS 2TV   | 2007년 11월 5일 ~ 2008년 1월 2일  | 매주 월요일 ~ 수요일 오후 4:30 ~ 5:00 | 30분      |
| KBS 2TV   | 2007년 11월 8일 ~ 2008년 1월 4일  | 매주 목요일 ~ 금요일 오후 4:20 ~ 5:10 | 50분      |